# 이태식 (희극인)
이태식(1972년 10월 9일 ~ )는 대한민국의 희극 배우이다.
1984년 북아메리카 미국으로 이민 하고 미국 로스엔젤레스 연극 배우 데뷔 하였다.
```
1985년
 
2월
 1년만에 
대한민국
으로 돌아온 
경상남도
 
합천군
 
대병면
 회양리로 한국 경남 합천 대병 회양 연극배우 데뷔 이전 하여 데뷔 하였다.
```

## 학력
- 대병초등학교 (졸업)
- 대병중학교 (졸업)

## 출연작

### 방송
- 《개그콘서트》 (KBS)
  - 〈모델〉
  - 〈모델 친구〉
  - 〈바보삼대〉 아버지 역
- 《개그야》 (MBC)
- 《코미디쇼 코코아》 (TV조선)

## 광고
- 2002년 오뚜기3분요리 (with 김대희)